# Campeonato Uruguaio de Futebol de 1953
O Campeonato Uruguaio de Futebol de 1953 foi a 22ª edição da era profissional do Campeonato Uruguaio. O torneio consistiu em uma competição com dois turnos, no sistema de todos contra todos. O campeão foi o Peñarol.

## Classificação[2]
| Pos | Equipe               | Pts | J  | V  | E | D  | GP | GC | SG  |
| --- | -------------------- | --- | -- | -- | - | -- | -- | -- | --- |
| 1°  | Peñarol              | 32  | 18 | 15 | 2 | 1  | 59 | 13 | 46  |
| 2°  | Nacional             | 25  | 18 | 9  | 7 | 2  | 34 | 21 | 13  |
| 3°  | Rampla Juniors       | 22  | 18 | 9  | 4 | 5  | 30 | 21 | 9   |
| 4°  | River Plate          | 19  | 18 | 7  | 5 | 6  | 28 | 31 | -3  |
| 5°  | Defensor             | 18  | 18 | 6  | 6 | 6  | 32 | 34 | -2  |
| 6°  | Danubio              | 16  | 18 | 5  | 6 | 7  | 25 | 25 | 0   |
| 7°  | Liverpool            | 15  | 18 | 5  | 5 | 8  | 27 | 33 | 6   |
| 8°  | Montevideo Wanderers | 15  | 18 | 5  | 5 | 8  | 26 | 35 | -9  |
| 9°  | Cerro                | 12  | 18 | 4  | 4 | 10 | 14 | 31 | -17 |
| 10° | Central              | 6   | 18 | 2  | 2 | 14 | 15 | 46 | -31 |

|  | Campeão.                     |
|  | Rebaixado à Segunda Divisão. |

Promovido para a próxima temporada: Miramar.
| Campeonato Uruguaio de 1953  |
| ---------------------------- |
| Peñarol Campeão (21º título) |